# 塞尔维亚德莱斯加里格斯
塞尔维亚德莱斯加里格斯，是西班牙加泰罗尼亚莱里达省的一个市镇。 总面积34平方公里，总人口855人（2001年），人口密度25人/平方公里。